# Herman Schmid
Herman Schmid (n. 31 decembrie 1939, Malmö Sankt Petri församling⁠(d), Malmöhus⁠(d), Suedia – d. 25 octombrie 2021, Malmö, Comitatul Scania, Suedia) a fost un om politic suedez, membru al Parlamentului European în perioada 1999-2004 din partea Suediei. 